# Grenada
Grenada és un estat insular de l'Amèrica Central, la més meridional de les Petites Antilles. Inclou les illes Grenadines del sud (la principal de les quals és Carriacou), mentre que les Grenadines septentrionals pertanyen a Saint Vincent i les Grenadines, l'estat que es troba al nord de Grenada. És banyada pel mar Carib a l'oest i l'oceà Atlàntic a l'est, i al sud té les costes de Veneçuela i Trinitat i Tobago. És el segon país independent més petit de l'hemisferi occidental, després de Saint Kitts i Nevis. Té uns 348,5 km² i una població estimada de 112.523 persones el juliol del 2020. La seva capital és Saint George's. També es coneix com l'"Illa de l'espècie" per la seva producció de nou moscada.

## Etimologia
L'origen del nom Grenada és obscur, però és probable que els mariners espanyols hagin donat el nom a l'illa per la ciutat d'Andalusia de Granada. El nom Granada va ser registrat pels mapes espanyols a la dècada de 1520 i es referia a les illes del nord com Los Granadillos ('Petites Granadas'); encara que aquelles illes anomenades van ser considerats propietat de la Rei d'Espanya, no hi ha registres que suggereixin que els espanyols van intentar mai assentar-se a Granada. Els francesos van mantenir el nom (com La Grenade en francès) després de l'assentament i la colonització el 1649. El 10 de febrer de 1763, l'illa de La Grenade va ser cedida als britànics en virtut del Tractat de París. Els britànics la van rebatejar com a Granada, una de les moltes anglicitzacions del topònim que es van fer.
Va portar almenys dos noms europeus més durant l'Era dels descobriments. L'illa va rebre el seu primer nom de Cristòfor Colom que la va albirar en el tercer viatge a la regió l'any 1498 i la va anomenar La Concepció en honor a la Verge Maria. Es diu que en realitat l'havia anomenada Asunción, però és incert, ja que es diu que va albirar de lluny el que ara són Granada i Tobago i els va anomenar tots dos alhora. Tanmateix, es va acceptar que va anomenar Tobago Asunción i Granada La Concepción. L'any següent, l'explorador italià Amerigo Vespucci va viatjar per la regió amb l'explorador espanyol. Alonso de Ojeda i el cartograf Juan de la Cosa. Es diu que Vespucci va canviar el nom de l'illa a Mayo" encara que aquest és l'únic mapa on apareix el nom.
Els indígenes Arawak que una vegada van viure a l'illa abans de l'arribada dels europeus van donar el nom de Camajuya.

## Geografia

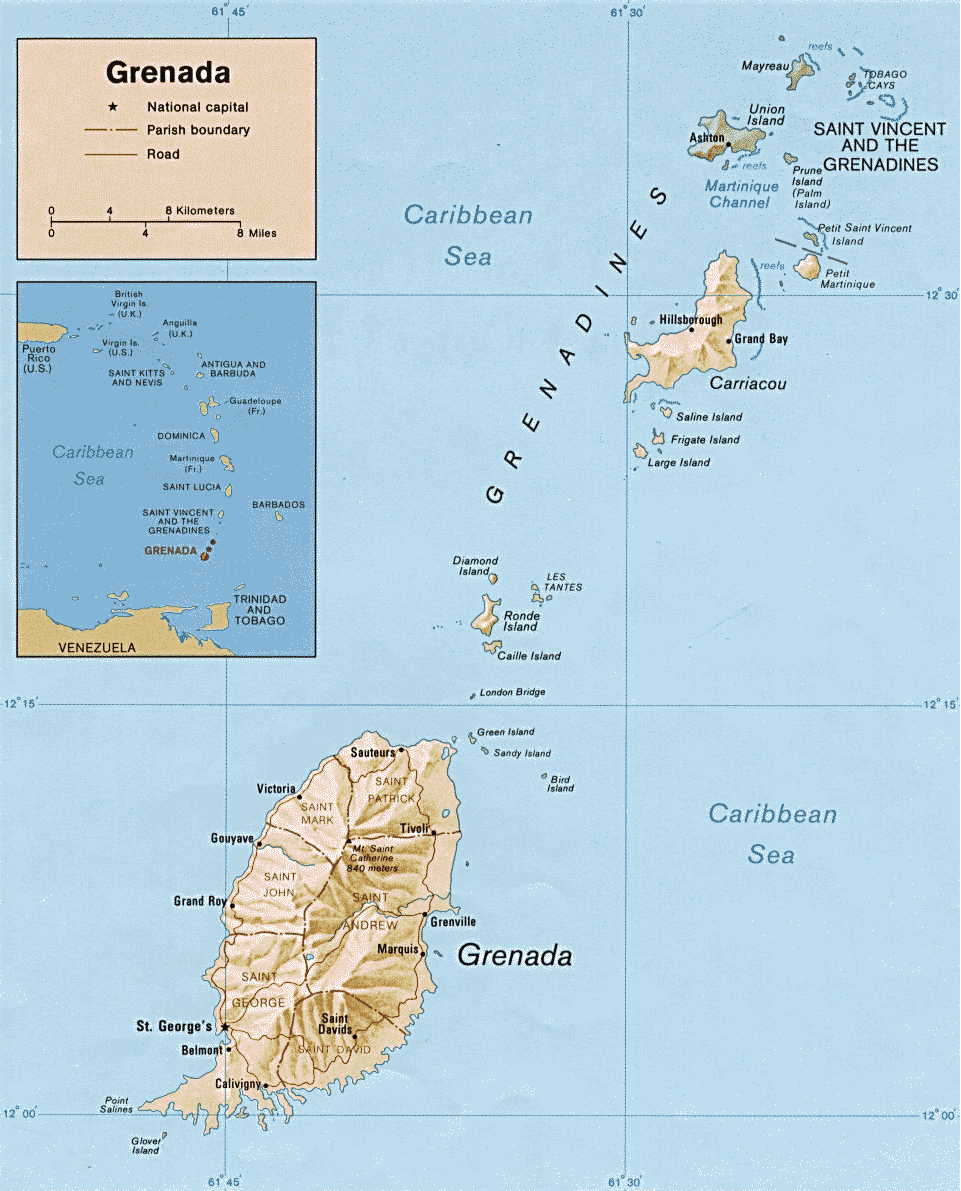
Un mapa de Grenada

L'illa de Grenada és l'illa més meridional de l'arxipèlag de les Antilles, limita amb el mar Carib oriental i l'oceà Atlàntic occidental, i aproximadament 145 km al nord de Veneçuela i de Trinitat i Tobago. Les seves illes germanes conformen la secció sud de les Granadines, que inclouen Carriacou, Petite Martinica, Ronde Island, Caille Island, Diamond Island, Large Island, Saline Island i Frigate Island; les illes restants al nord pertanyen a Sant Vicenç i les Granadines. La major part de la població viu a Grenada, i les principals ciutats d'allà són la capital, St. George's, Grenville i Gouyave. L'assentament més gran de les illes germanes és Hillsborough a Carriacou.
Grenada és d'origen volcànic, com és evident en el seu sòl, l'interior muntanyós i uns quants cràters d'explosió, com ara el llac Antoine, el llac Grand Etang i l'estany Levera. El punt més alt de Grenada és el mont Santa Caterina, que fa 840 m sobre el nivell del mar. Altres muntanyes importants són Mount Granby i South East Mountain. Des d'aquestes muntanyes desemboquen al mar uns quants rius petits amb cascades. El litoral conté diverses badies, sobretot a la costa sud, que es divideix en nombroses penínsules.
A Grenada hi ha quatre ecorregiones: boscos humits de les illes de Barlovento, boscos secs de les illes de Sotavent, boscos secs de les illes de Barlovento i matolls xèrics de les illes de Barlovento. El 2018 tenia una puntuació mitjana de l'Índex d'Integritat del Paisatge Forestal de 4,22/10, la qual cosa la situava en el lloc 131 a nivell mundial de 172 països.

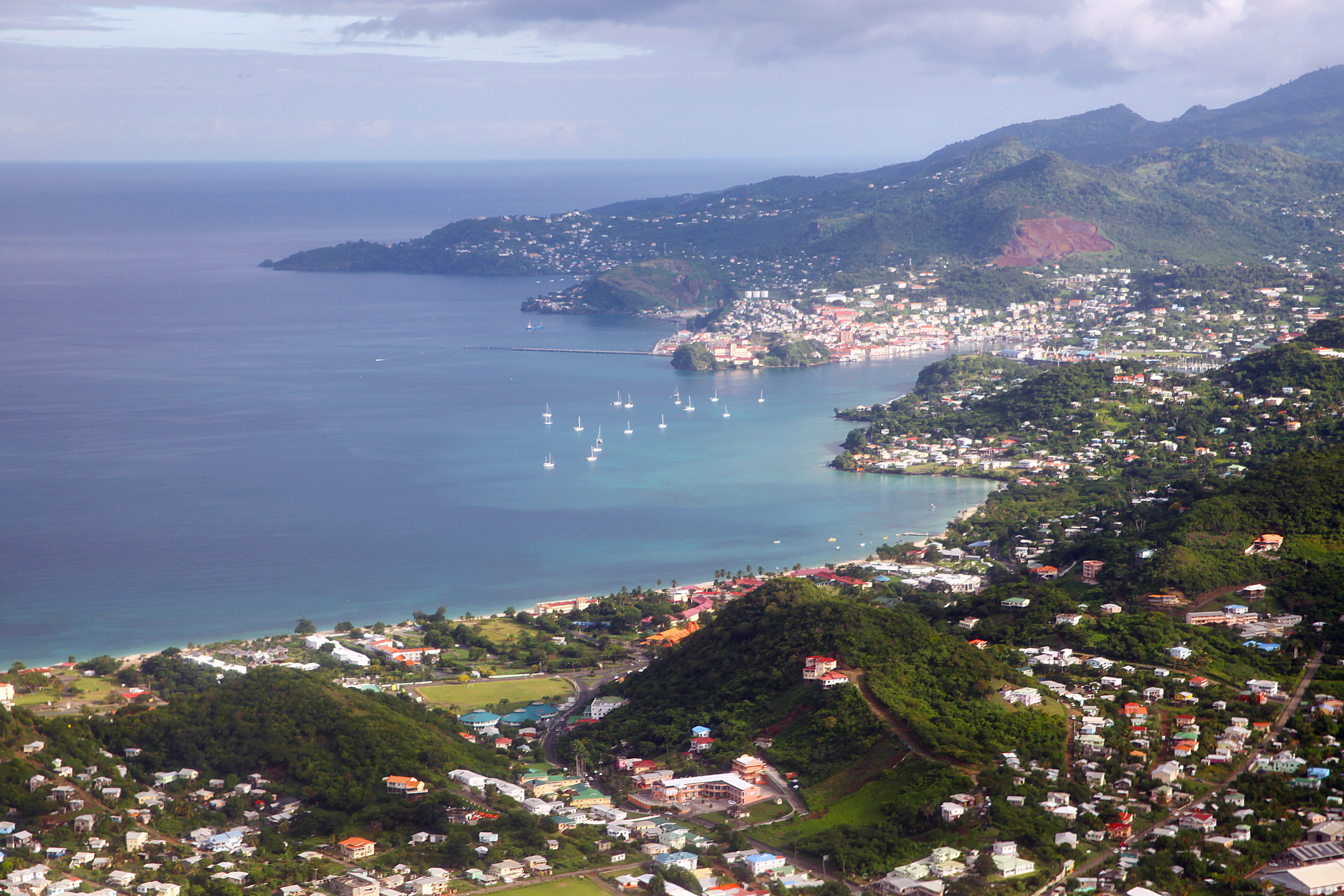
Una fotografia aèria de la capital Saint George's

### Clima
El clima és tropical: calent i humit a l'estació seca i refredat per les precipitacions moderades a l'època de les pluges. Les temperatures oscil·len entre 22-32 °C i rarament són per sota de 18 °C. Grenada, que està a la vora sud del cinturó d'huracans, només ha patit tres huracans en cinquanta anys.
L'huracà Janet va passar sobre Grenada el 23 de setembre de 1955, amb vents de 185 km/h, causant danys greus. La tempesta més recent que va colpejar Grenada va ser l'huracà Ivan el 7 de setembre de 2004, que va causar danys greus i trenta-nou morts, i l'huracà Emily el 14 de juliol de 2005, causant danys greus a Carriacou i al nord de Grenada, que havia estat relativament lleugerament afectat per l'huracà Ivan; Des de llavors, Grenada s'ha posat en vigilància de tempestes tropicals diverses vegades.

### Fauna
Com gran part del Carib, Grenada no té gaires animals grossos. No obstant això, les didèlfids natives, els armadillos i les mones introduïdes i les mangostes són habituals. També compta amb una rica avifauna de 184 espècies d'ocells, amb un endèmic (colom feréstec de l'illa de Grenada), sis introduïdes i 116 rares o accidentals.

### Geologia
Fa aproximadament 2 milions d'anys, a l'era del Pliocè, la zona del que avui és Grenada va sorgir d'un mar poc profund com a volcà submarí. En els últims temps, l'activitat volcànica ha estat inexistent, llevat d'algunes de les seves aigües termals i el volcà submarí Kick 'em Jenny. La major part del terreny de Granada està format per activitat volcànica que va tenir lloc fa 1-2 milions d'anys. Hi hauria hagut molts volcans desconeguts responsables de la formació de Granada, inclosa la capital de Granada, St. George's, amb el seu port en forma de ferradura. Dos volcans extints, que ara són llacs de cràter, el llac Grand Etang i el llac Antoine, també haurien contribuït a la formació de Grenada.

## Història

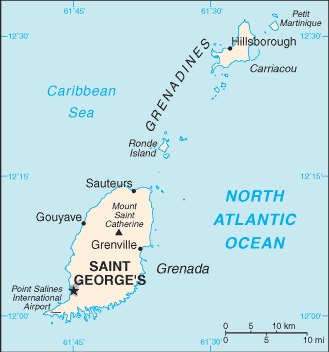
Mapa de Grenada (en anglès)

Els primers habitants de les illes van ser el poble amerindi dels Arauac, que suposadament haurien arribat a les illes sobre el segle ii des del continent americà enduts pels corrents. Al voltant del segle viii, les illes van ser envaïdes pels Caribs, que van sotmetre i eliminar els anteriors pobladors. L'agost de l'any 1498, Colom albirà l'illa, i la va batejar com illa de la Concepció, en honor de la Mare de Deu S'ha dit que potser l'havia batejat "Assumpció", però és incert, ja que va veure a distància les illes que ara són Grenada i Tobago i les va batejar alhora. No obstant això, la història ha acceptat que fou Tobago la batejada "Asunción" i Grenada la batejada "Concepción".
Fins a l'any 1609, els europeus no van interessar-s'hi, però l'intent de colonitzaciño britànic fou rebutjat pels nadius.
L'illa va ser colonitzada per Jacques Dyel du Parquet, el governador de Martinica, i poc després els caribs els van atacar i matar la major part dels colons. Du Parquet va tornar amb reforços i armes de foc, massacrant als caribs tret de 40, que es van suïcidar llençant-se per un penya-segat. L'illa va ser cedida a Gran Bretanya pel Tractat de París de 1763, la illa va passar a domini francès en 1779 i fou restablert el domini britànic pel Tractat de Versalles de 1783, i en 1833 les Illes de Sobrevent es van convertir en una unió formal anomenada Colònia de les Illes de Sobrevent. Després que Barbados formés una colònia independent en 1885, St. George's va passar a convertir-se en la capital de la Colònia de les Illes de Sobrevent, El 3 de març de 1967, Grenada va adquirir plena autonomia per als seus assumptes interns com a Estat associat.
La independència es va atorgar el 7 de febrer de 1974, sense trencar vincles formals amb la Commonwealth, sota el lideratge d'Eric Gairy. Seguiren uns anys de corrupció, i tensions polítiques.
El 13 de març de 1979 un cop d'estat (la revolució de Grenada) deposà el govern, aprofitant que el Gairy era de viatge. El primer ministre Maurice Bishop, establí un Govern Revolucionari Popular, de caràcter marxista, suprimí la resta de partits polítics i començà un acostament a Cuba i la Unió Soviètica. De seguida, però, el moviment popular es començà a dividir en faccions. El 19 d'octubre del 1983 el lloctinent i amic del primer ministre donà un cop d'estat amb l'ajuda de l'exèrcit i la facció més dura. Bishop fou detingut, i després d'intentar recuperar el poder, fou executat junt amb altres membres del seu govern. El 25 d'octubre, l'illa fou envaïda per l'exèrcit estatunidenc i un combinat de forces caribenyes. El desembre de 1986 es tornen a celebrar eleccions.
En 2004 l'illa fou devastada per l'Huracà Ivan, el més potent de la dècada, amb el 90% dels habitatges de l'illa malmesos i una dotzena de persones mortes.

En desembre de 2014 es va unir a l'Aliança Bolivariana per les Amèriques.

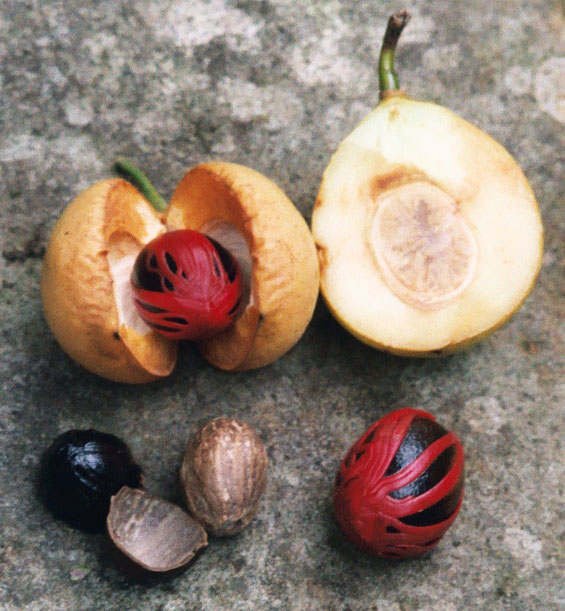
Nou moscada, producte d'exportació de Grenada.

## Economia
El progrés econòmic de Grenada, a causa de les reformes fiscals i una macroeconomia prudent ha disparat el creixement anual del país al 5%-6% en 1998-99. L'increment de l'activitat econòmica ha estat liderat per la construcció i el comerç. Actualment el país depèn del turisme com la seva principal font d'ingressos de capital estranger, especialment després de la inauguració del seu aeroport internacional el 1985. Les instal·lacions turístiques s'han augmentat des de llavors.
Els huracans Ivan (2004) i Emily (2005) han severament damnificat el seu sector agrícola - especialment el cultiu de cacau. Després de la devastació, el país confronta un enorme dèficit públic, ampliat durant el procés de reconstrucció, i que arriba actualment a 110% del PIB.

## Organització administrativa

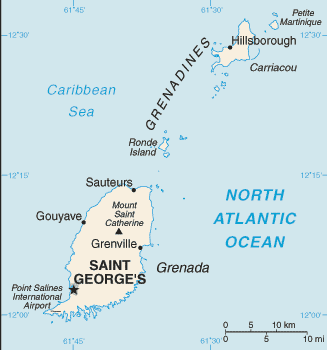
Localització de la dependència de Carriacou i la Petita Martinica a l'extrem nord-est de l'estat.

L'organització territorial de Grenada està basada en les parròquies (parishes, en anglès), unitats territorials vinculades tradicionalment a una església parroquial però que han esdevingut amb el temps els elements per a la gestió administrativa a nivell local. En total, són 6 parròquies. Hi ha una excepció a la norma que la constitueixen les illes del nord de Carriacou i la Petita Martinica, ambdues dins de l'arxipèlag de les Grenadines, que, per la seva llunyania, tenen una certa autonomia, amb la categoria de dependència i un estatut d'autonomia des de 1995.

### Llista de parròquies i dependències
Així doncs la divisió territorial consta de 7 elements en total, que són:
| Nr. | Nom                             | Nom oficial                     | Categoria   | Capital        | Superfície (km²) |  |
| 1   | Sant Andreu                     | Saint Andrew                    | Parròquia   | Grenville      | 99               |  |
| 2   | Sant David                      | Saint David                     | Parròquia   | Saint David's  | 44               |  |
| 3   | Sant Jordi                      | Saint George                    | Parròquia   | Saint George's | 65               |  |
| 4   | Sant Joan                       | Saint John                      | Parròquia   | Gouyave        | 35               |  |
| 5   | Sant Marc                       | Saint Mark                      | Parròquia   | Victoria       | 25               |  |
| 6   | Sant Patrici                    | Saint Patrick                   | Parròquia   | Sauteurs       | 42               |  |
| 7   | Carriacou i la Petita Martinica | Carriacou and Petite Martinique | Dependència | Hillsborough   | 36               |  |